# Каролина Фелицита фон Лайнинген-Дагсбург-Хайдесхайм
Каролина Фелицита фон Лайнинген-Дагсбург-Хайдесхайм (на немски: Karoline Felicitas zu Leiningen-Dachsburg-Heidesheim; * 22 май 1734, Хайдесхайм; † 8 май 1810, Франкфурт на Майн) е графиня от Лайнинген-Дагсбург-Хайдесхайм и чрез женитба княгиня на Насау-Узинген.

## Произход
Тя е най-малката дъщеря на граф Кристиан Карл Райнхард фон Лайнинген-Дагсбург-Фалкенбург (1695 – 1766) и графиня Катарина Поликсена фон Золмс-Рьоделхайм и Асенхайм (1702 – 1765), дъщеря на граф Георг Лудвиг фон Золмс-Рьоделхайм (1664 – 1716), внучка на граф Йохан Август фон Золмс-Рьоделхайм-Асенхайм.

## Фамилия
Каролина Фелицита се омъжва на 16 април 1760 г. в Хайдесхайм за княз Карл Вилхелм фон Насау-Узинген (1735 – 1803), син на княз Карл фон Насау-Узинген (1712 – 1775) и първата му съпруга принцеса Кристиана Вилхелмина фон Сакс-Айзенах (1711 – 1740). Те имат децата:
- Карл Вилхелм (1761 – 1763)
- Каролина Поликсена (1762 – 1823), омъжена на 2 декември 1786 г. в Бибрих за ландграф Фридрих III фон Хесен-Касел (1747 – 1837)
- Луиза Хенриета Каролина (1763 – 1845)
- син (*/† 1768)